# Neufchâteau (tổng)
Tổng Neufchâteau là một tổng của Pháp, tọa lạc tại tỉnh Vosges trong vùng Lorraine của Pháp.

## Phân chia hành chính
Tổng Neufchâteau được chia thành 25 xã:
- Neufchâteau
- Liffol-le-Grand
- Bazoilles-sur-Meuse
- Grand
- Rollainville
- Landaville
- Mont-lès-Neufchâteau
- Rebeuville
- Attignéville
- Certilleux
- Circourt-sur-Mouzon
- Pompierre
- Pargny-sous-Mureau
- Fréville
- Trampot
- Harchéchamp
- Villouxel
- Sartes
- Jainvillotte
- Beaufremont
- Barville
- Tilleux
- Houéville
- Brechainville
- Lemmecourt

## Hành chính
| Ngày bầu                                  | Tên             | Đảngi | Chức vụ      | Tư cách                |
| ----------------------------------------- | --------------- | ----- | ------------ | ---------------------- |
|                                           | Jacques Drapier | PS    | Tổng ủy viên | Thị trưởng Neufchâteau |
| Dữ liệu trước đây không còn được biết rõ. |                 |       |              |                        |